# مکری (آلاباما)
مکری (به انگلیسی: McRae) یک منطقهٔ مسکونی در ایالات متحده آمریکا است که در شهرستان کاوینگتون، آلاباما واقع شده‌است. مکری ۷۰٫۱ متر بالاتر از سطح دریا قرار دارد.